# Шабацкая епархия
Шабацкая епархия (серб. Епархија шабачка) — епархия Сербской православной церкви на территории Сербии. Резиденция епархии находится в Шабаце. До 2006 года была частью Шабацко-Валевской епархии.

## История
До 10 октября 1879 года епархия была в составе Константинопольского патриархата как часть автономной Сербской православной церкви. 8 декабря 1886 года епархия была упразднена, до своего возобновления 29 июля 1898 года. В 2006 году Шабацко-Валевская епархия была разделена на две Шабацкую и Валевскую. Правящий архиерей Шабацко-Валевский Лаврентий (Трифунович) стал Шабацким.

## Епископы
- Даниил I Грек (1793—1802)
- Анфим (Зепович) Грек (1802—1804) или (1802—1813)
- Мелентий (Стефанович) (1804—1813), избран но не хиротонисан
- Даниил II Грек (1814—1815)
- Мелентий (Никшич) (1815—1816)
- Герасим Доминин Грек (1816—1830)
- Герасим (Джорджевич) (1831—1839)
- Максим (Савич) (1839—1842)
- Савва (Николаевич) (1844—1847)
- Мелентий (Маркович) (1847—1848)
- Иоаникий (Нешкович) (1849—1854)
- Михаил (Йованович) (14 октября 1854 — 25 июля 1859)
- Гавриил (Попович) (25 ноября 1860 — 27 ноября 1866)
- Моисей (Вересич) (14 сентября 1868 — 19 октября 1874)
- Иероним (Йованович) (октябрь 1877 — март 1883)
- Самуил (Пантелич) (6 мая 1884 — 25 марта 1886)

8 декабря 1886 — 29 июля 1898 — епархия упразднена и присоединена к Белградской митрополии
- Димитрий (Павлович) (12 ноября 1898 — 19 августа 1905)
- Сергий (Георгиевич) (22 сентября 1905 — 22 июня 1919)
- Ефрем (Бойович) (8 марта — 17 ноября 1920)
- Михаил (Урошевич) (1 января 1922 — 22 августа 1933)
- Симеон (Станкович) (19 апреля 1934 — 30 января 1960)
- Иоанн (Велимирович) (7 августа 1960 — 28 марта 1989)
- Лаврентий (Трифунович) (24 июня 1989 — 23 января 2022) †
  - Фотий (Сладоевич) (январь 2022 — 21 мая 2022) в/у, епископ Зворницко-Тузланский
- Иерофей (Петрович) (с 21 мая 2022)

## Монастыри
Шабацкая епархия включает в себя следующие монастыри:
- Илинье
- Каона
- Петковица
- Радовашница
- Читлук
- Чокешина
- Соко
- Троноша